# Tarcatzus
Tarcatzus (em grego medieval: Ταρκατζοῦς; romaniz.: Tarkatzous; em húngaro: Tarkacsu, Tarhacsi ou Tarhos) foi nobre magiar do final do século IX e começo do X. Era filho de Arpades e irmão de Jeleco, Jutotzas, Zaltas e talvez Liuntica. Era pai de Tebeles e avô de Termatzus. É igualmente possível, como cita Györffy György, que era ancestral da linhagem de Zerinde, o Calvo e Cupano.